# مقاطعة فرانكلين (ألاباما)
مقاطعة فرانكلين (بالإنجليزية: Franklin County, Alabama)‏ هي إحدى مقاطعات ولاية ألاباما في الولايات المتحدة. تأسست سنة 1818، بلغ عدد سكانها 31704 نسمة في عام 2010 حسب إحصاء مكتب تعداد الولايات المتحدة .

## أعلام
- كارل إليوت

## وصلات خارجية
- www.franklincountyal.org